# E-formulier (Europese sociale voorzieningen)
Wanneer een inwoner van een van de Europese Economische Ruimte-lidstaten in een andere EER-lidstaat gaat werken kan er gebruikgemaakt worden van E-formulieren om toch nog onder de sociale voorzieningen van het thuisland te vallen.
Volgend is een overzicht van de belangrijkste E-formulieren:
- E100 serie: formulieren voor uitkering bij ziekte of zwangerschap
  - E101 of detacheringsverklaring: voor tijdelijk werk in een ander EER-land
  - E102: verlenging detacheringsverklaring
  - E104: verminderd wachttijden bij sociale verzekeringsinstellingen
  - E111: bewijs van ziektekostenverzekering
  - E119: bewijs van verzekering voor ziekte- en moederschapsuitkeringen
- E200 serie: formulieren voor AOW, nabestaanden- en invaliditeitspensioen
- E300 serie: formulieren voor werkloosheidsuitkeringen
  - E301: verzekeringstijdvakken werkloosheidsuitkeringen
  - E303: export van werkloosheidsuitkering
- E400 serie: formulieren voor gezinstoeslagen